# Ricard de Normandia
Ricard de Normandia fou el fill segon de Guillem el Conqueridor, s'esperava que heretaria el Regne d'Anglaterra, mentre que el seu germà gran, Robert heretaria les primeres terres del seu pare, el Ducat de Normandia, però un accident va fer que morís molt jove, abans que el seu pare.

## Orígens familiars
Les fonts històriques que esmenten aquest personatge són: la Historiæ Normannorum Scriptores Antiqui, obra del monjo normand Guillem de Jumièges; la Gesta regum Angliæ de Guillem de Malmesbury, monjo benedictí de l'abadia de Malmesbury, a Wiltshire (Wessex); Historia Ecclesiatica d'Orderic Vitalis; i el també monjo benedictí anglès, Mateu de París. Tots ells indiquen que Ricard era el segon fill mascle del duc de Normandia i rei d'Anglaterra Guillem el Conqueridor i de Matilde de Flandes.
Segons la Genealogica Comitum Flandriæ Bertiniana, la seva mare era filla de Balduí V, comte de Flandes, i de la germana del rei de França, Enric I, Adela, que segons la Genealogiæ Scriptoris Fusniacensis era filla del rei Robert II de França.
El seu pare, Guillem el Conqueridor, era el fill únic de Robert I, duc de Normandia i d'Arlette de Falaise, una dona d'orígens humils.

## Biografia
Ricard va néixer després del seu germà Robert, els altres germans eren: Alícia, Cecília, Guillem el Roig, Àgata, Constança, Adela i Enric Beauclerc.
Gullem de Malmesbury en fa un retrat juvenil molt positiu, assegurant que el seu pare tenia grans esperances sobre el seu futur i que era bell —el compara poèticament amb el capoll d'una flor, marcit prematurament—, Mateu de París es limita a escriure que era un jove molt bell i de bona naturalesa.
El nom de Ricard apareix en el document n° LXXVIII del Recueil des chartes de l'abbaye de Saint-Benoît-sur-Loire, datat del 1067, en el qual el seu pare confirma als monjos d'aquesta abadia la donació que ja havia fet Ricard III de Normandia.
En aquesta època, el pare el va nomenar duc de Bernay, la responsabilitat de governar aquest petit feu a Normandia simbolitzava la seva majoria d'edat.
Ricard va morir no gaire temps després, a causa d'un accident de cacera: la mort de Ricard és narrada per diversos cronistes que no esmenten, però, la data exacta.
- Guillem de Malmesbury diu que mentre caçava un cérvol al bosc de New Forest, va contraure una malaltia per l'aire infectat. Tot seguit, aquest autor narra que vint anys després moriria en el mateix bosc el seu germà Guillem el Roig per una fletxa desviada i també el seu nebot Ricard, fill del duc de Normandia, Robert II, per una ferida al coll que es va fer enclavant-se la branca d'un arbre, i arriba a la conclusió que totes aquestes morts van ser justícia divina perquè en aquell lloc Guillem el Conqueridor havia destruït totes les cases i esglésies en un rampell d'ira.[11]
- El Florentii Wigornensis Monachi Chronicon recorda que Ricard va morir en el mateix lloc on moririen anys més tard el seu germà Guillem i el nebot Ricard, i també creu que es tracta d'una justícia divina.[14]
- Orderic Vitalis, en canvi narra que Ricard, que encara no havia estat investit cavaller, mentre el seu cavall estava seguint un animal va ser copejat fortament per la branca d'un avellaner que el va fer caure de la sella, la qual no havia estat prou ben ajustada al cavall i va morir poc després.[9]
- Mateu de París fa una narració breu, dient que va morir a causa d'una cacera en què va agafar una malaltia mortal i va acabar la seva vida allà mateix.[15]
- Gilliem de Jumièges, l'esmenta en la narració de la mort de Guillem el Roig i recorda que al mateix bosc anys enrere havia mort Ricard, que mentre caçava s'havia estavellat contra un arbre i, poc després va morir de les ferides, també relaciona aquesta mort amb altres que hi havien perit, tot plegat a causa d'un càstig diví.[16]

Ricard fou sebollit a la catedral de Winchester.